# بلسینگتون
بلسینگتون (به انگلیسی: Blessington) یک شهرک در ایرلند است که در استان لینستر واقع شده‌است.

## خصوصیات
بلسینگتون ۵٬۰۱۰ نفر جمعیت دارد و ۲۲۳ متر بالاتر از سطح دریا واقع شده‌است.